# Something From Nothing
Something From Nothing é uma canção da banda norte-americana Foo Fighters, do seu oitavo álbum, Sonic Highways. Foi lançado como o primeiro single do álbum em 16 de outubro de 2014. A música foi grava no Electrical Audio de Steve Albani em Chicago, ainda possui a participação do guitarrista Rick Nielsen do Cheap Trick.